# Milano-Torino 1942
La Milano-Torino 1942, trentesima edizione della corsa, si svolse l'8 marzo 1942 su un percorso di 239,4 km con partenza a Milano e arrivo a Torino. Fu vinta dall'italiano Pietro Chiappini, che completò il percorso in 7h34'00", precedendo in volata i connazionali Osvaldo Bailo (inizialmente vincitore, ma declassato per volata irregolare) e Salvatore Crippa. Conclusero la prova, riservata a professionisti di seconda serie e indipendenti, 24 dei 26 ciclisti al via; di questi, Enrico Mollo, inizialmente sesto, fu rimosso dall'ordine d'arrivo per volata irregolare.

## Percorso
Organizzata dai torinesi dell'U.S. Paracchi, la corsa prese il via da Milano per attraversare Sesto Calende, Borgomanero, Biella e Cavaglià fino a Chivasso. Le ascese furono tutte nella parte finale sulle Colline del Po, con nell'ordine lo strappo di Casalborgone (km 174), le salite di Gallareto e Moriondo Torinese, e infine la salita della Rezza poco prima dell'ultima discesa e dell'arrivo al Motovelodromo di Corso Casale.

## Ordine d'arrivo (Top 10)
| Pos. | Corridore            | Squadra     | Tempo    |
| ---- | -------------------- | ----------- | -------- |
| 1    | Pietro Chiappini     | Legnano     | 7h34'00" |
| 2    | Osvaldo Bailo        | Viscontea   | s.t.     |
| 3    | Salvatore Crippa     | Aquilano    | s.t.     |
| 4    | Marco Marangoni      | C.S. Milano | s.t.     |
| 5    | Enrico Bolis         | -           | s.t.     |
| 6    | Spirito Godio        | Bianchi     | a 1'00"  |
| 7    | Giovanni De Stefanis | Bianchi     | s.t.     |
| 8    | Oreste Sperandio     | -           | a 1'10"  |
| 9    | Domenico Pedevilla   | Olmo        | a 1'35"  |
| 10   | Alfredo Martini      | Bianchi     | a 2'10"  |